# Palazzo Serra di Cassano

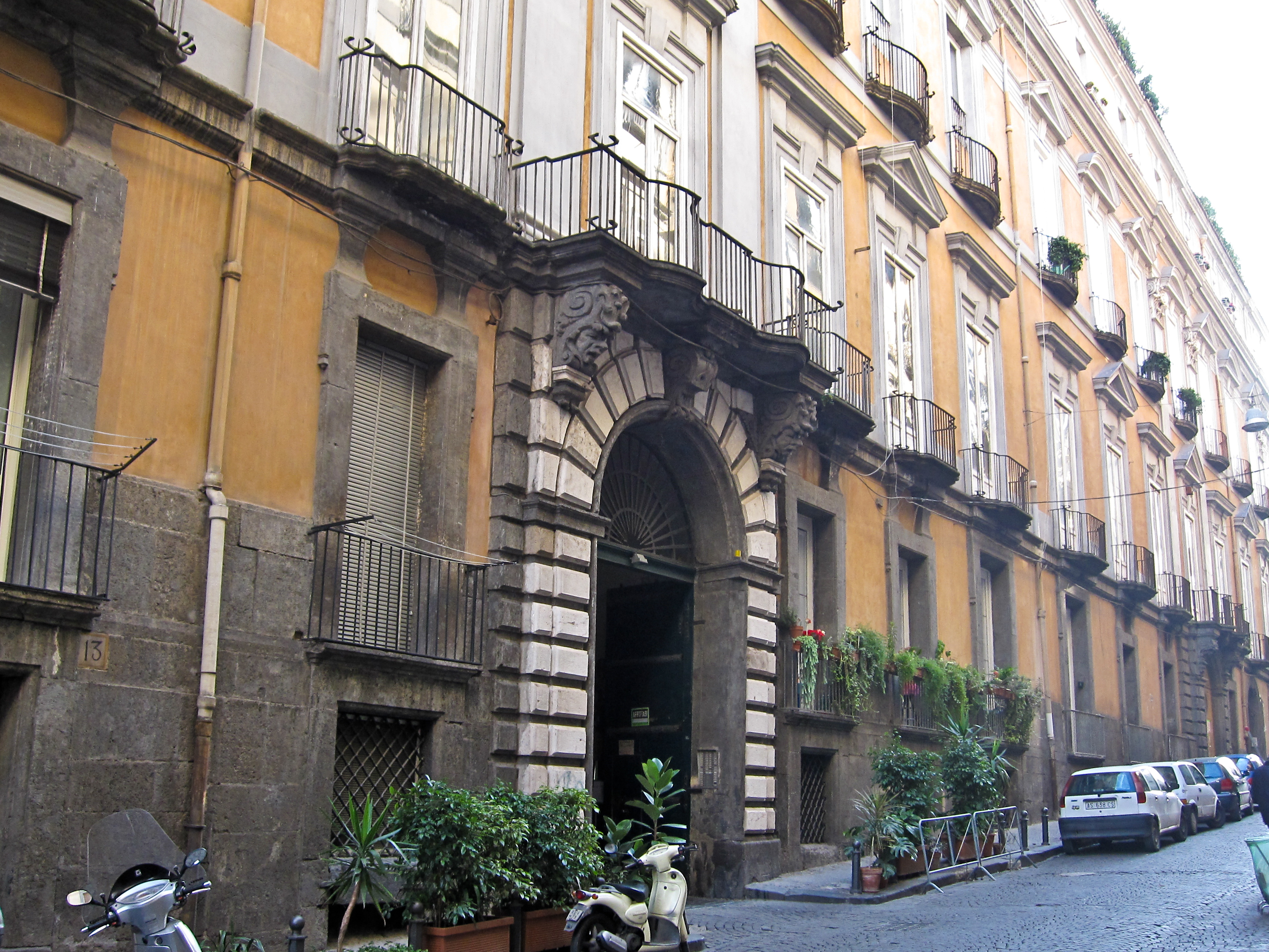
Entrada do Palazzo Serra di Cassano situada na Via Monte di Dio.

O Palazzo Serra di Cassano é um palácio histórico de Nápoles, Itália. Fica situado na via Monte di Dio, por trás da Piazza del Plebiscito, a rua que sobe a colina de Pizzofalcone.

## História e Arquitectura
O palácio foi erguido na primeira metade do século XVIII e representa o que há de melhor na tradição da arquitectura urbanística napolitana. Foi projectado por Ferdinando Sanfelice, igualmente responsável pela construção da vizinha Nunziatella, a academia militar dos Bourbon na época do Reino de Nápoles. 

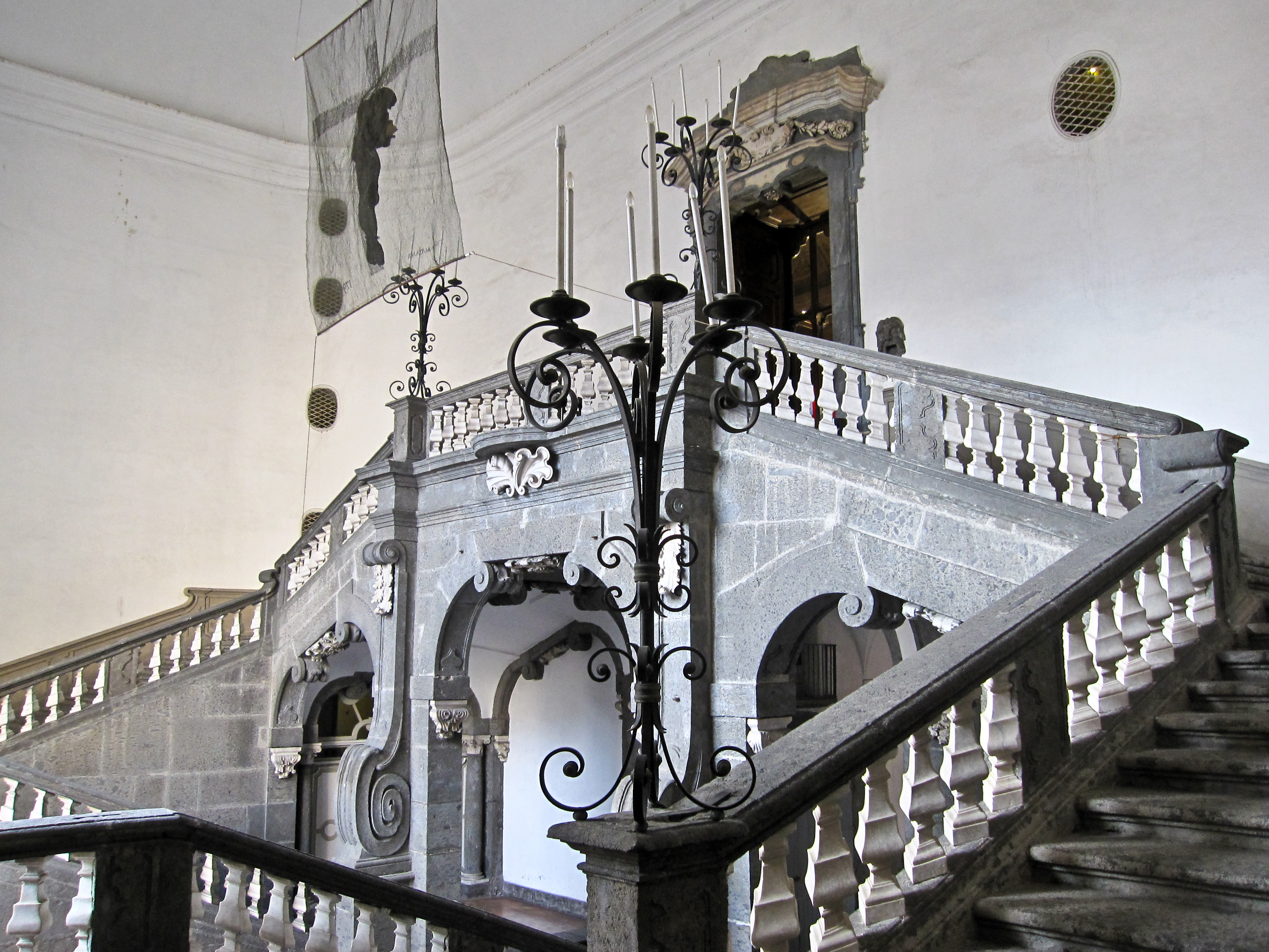
A escadaria monumental de Sanfelice em piperno e mármore.

O edifício tinha, originalmente, duas entradas em duas ruas diferentes; a que habitualmente se abria para a Via Egiziaca, frente ao Palazzo Reale di Napoli, foi fechada há mais de dois séculos, em 1799, pelos Duques Serra di Cassano em protesto pela execução do seu filho,  Gennaro Serra di Cassano, acusado de estar envolvido em actividades revolucionárias durante a República Napolitana, em 1799. O duque terá dito que a porta permaneceria encerrada até que os ideais pelos quais o seu filho morrera fossem realizados. Ainda permanece fechada. 
Os portais duplos da entrada pela Via Monte di Dio abrem para uma imponente e sugestiva escadaria curva, dupla, que sobe para um pátio octogonal. No interior, as salas estão decoradas com estuques rococó e móveis neoclássicos; numa das salas encontra-se uma pintura de Giacinto Diano e noutra  obras de Mattia Preti. A elegância da decoração, candelabros e mármores entalhados colocam o Palazzo Serra di Cassano a par das residências reais dos Bourbon.
Actualmente serve de sede ao Istituto Italiano per gli Studi Filosofici (Instituto Italiano para os Estudos Filosóficos), fundado em 1975, o qual dispõe duma biblioteca bem fornecida (mais de 160.000 volumes).

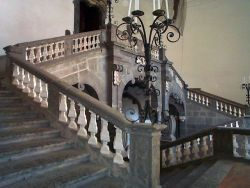
Escadaria no interior do Palazzo Serra di Cassano, por Ferdinando Sanfelice.
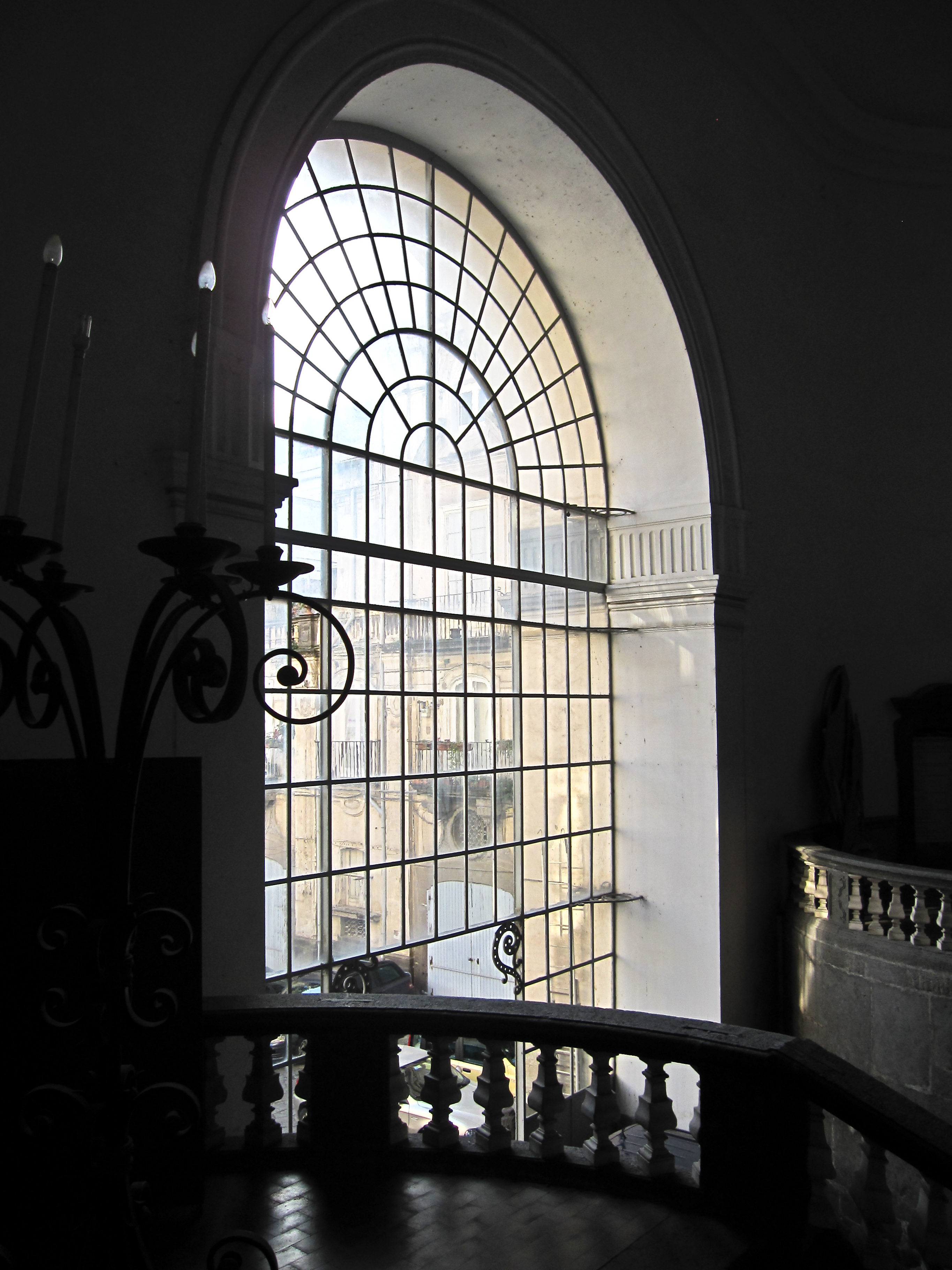
O imenso arco que dá sobre o pátio de acesso originário da Via Egiziaca.
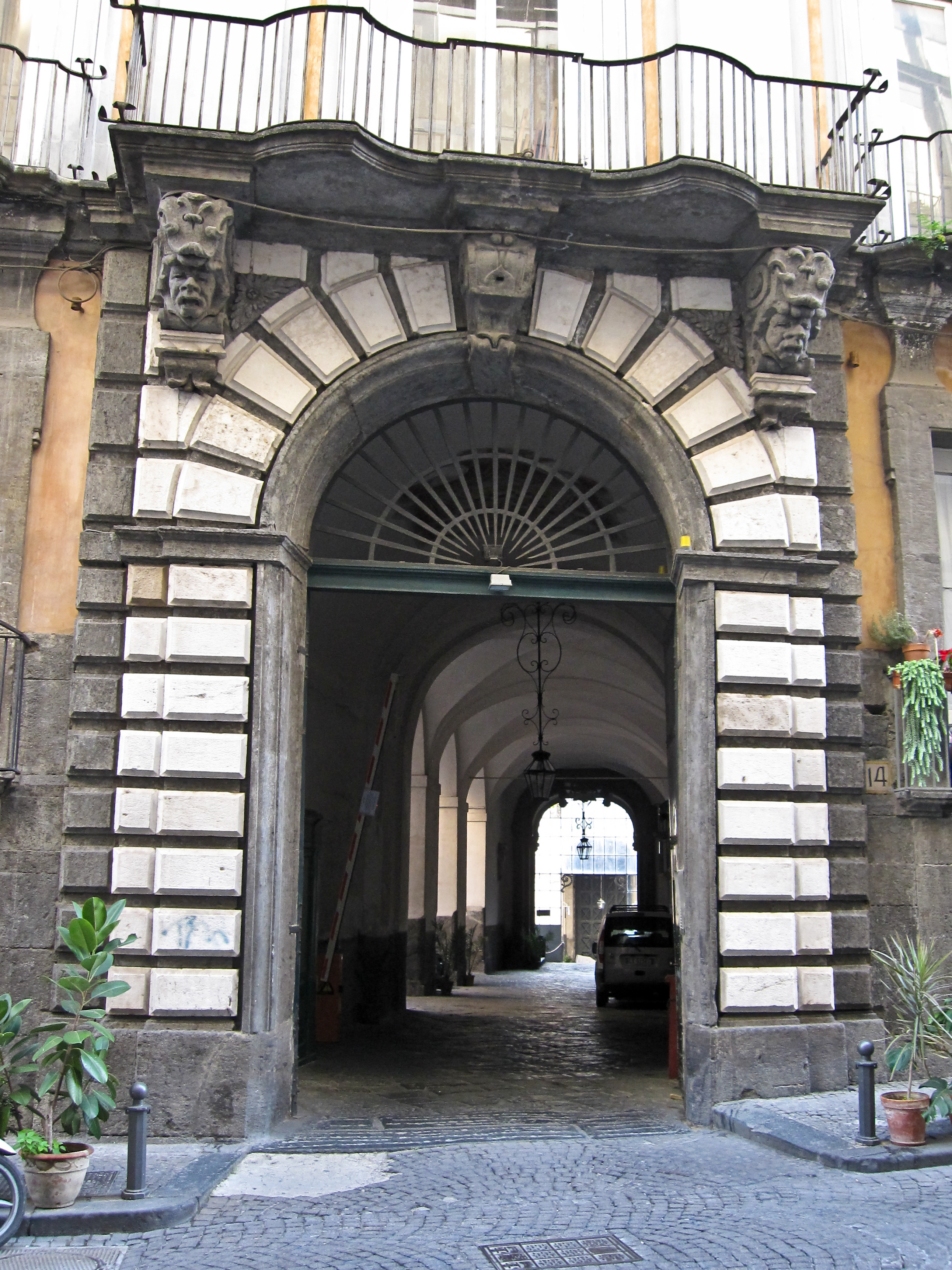
O aristocrático portal de Giuseppe Astarita na Via Monte di Dio.